# Carte Blanche (Roman)
Carte Blanche ist der neunzehnte James-Bond-Roman, der nicht von Ian Fleming geschrieben wurde. Nach Flemings Tod 1964 wurden andere Autoren von der Ian Fleming Publications Limited beauftragt, die James-Bond-Romanreihe fortzuführen. Der Roman wurde am 27. Februar 2012 in deutscher Erstveröffentlichung vom Blanvalet Verlag publiziert.

## Inhalt
James Bond ist ein ehemaliger Offizier der Royal Naval Reserve, der kürzlich der Overseas Development Group beigetreten ist, um bei einer verdeckten operativen Einheit der britischen Regierung unter der Kontrolle des Foreign and Commonwealth Office, deren Aufgabe es ist, Bedrohungen für das Land mit außergewöhnlichen Mitteln zu identifizieren und zu beseitigen, mitwirken zu können.
Er beginnt seinen Einsatz am Stadtrand von Novi Sad in Serbien. Dort trifft er auf einen irischen Pionier namens Niall Dunne, der plant, einen Zug mit 300 Kilogramm Methylisocyanat an Bord zum Entgleisen zu bringen und in die Donau zu kippen. Bond kann den Pan vereiteln, jedoch gelingt es ihm nicht, Dunne festzunehmen. 
Bond wendet sich der Firma Green Way International zu, die von dem rätselhaften Severan Hydt geleitet wird. Er ist ein Verbrecher, der sein Vermögen mit dem entsorgen von Abfällen gemacht hat. Die Overseas Development Group ermächtigt Bond, gegen Hydt zu ermitteln. Als Geheimdienstinformationen auftauchen, die darauf hindeuten, dass Hydt unter dem Namen „Noah“ operiert, muss Bond in eine neue Richtung ermitteln. Zeitgleich bekommt er Wind von einem zweiten Anschlag, bei dem bis zu hundert Menschen getötet werden sollen. Mit Hilfe der CIA und deren Mitarbeiter Felix Leiter gelingt es ihm, an mehr Informationen über Hydt zu kommen, der inzwischen nach Dubai geflohen ist. 
Hydt verlässt Dubai und begibt sich in Richtung Kapstadt; Bond ist ihm auf den Fersen. In Südafrika angekommen, gelingt es ihm, sich Hydt zu nähern, indem er sich als Söldner aus Durban ausgibt. Hydt ist von Bonds Vorschlag, die Leichen zu exhumieren und zu Konsumgütern wie Baumaterialien zu recyceln, angetan und nimmt ihn nach und nach in seinen engsten Kreis auf. 
Mit seiner Tarnung gelingt es Bond, Hydts Operationen in Südafrika zu infiltrieren.  Als der zweite Anschlag immer näher rückt, wird die Overseas Development Group angewiesen, Bond aus Südafrika abzuziehen und nach Afghanistan zu schicken, da Whitehall glaubt, dass der Angriff dort stattfinden wird, da sie keine Verbindung zwischen Hydt und Gehenna sehen können. M ist nicht überzeugt und schafft es, Bond in Südafrika zu halten. 
Bond fühlt sich unwohl mit der Schlussfolgerung, da er das Gefühl hat, dass es zu viele lose Enden gibt. Die Informationen zeigen, dass die ODG in die Irre geführt und ihre Geheimdienstinformationen falsch interpretiert wurden. Es stellt sich heraus, dass Severan Hydt nie als Noah operierte.